# Museum Europäischer Kulturen
Il Museum Europäischer Kulturen (it. Museo delle culture europee, conosciuto anche con l'acronimo MEK) è un museo statale di Berlino.
Fu inaugurato nel 1999 come continuazione del precedente Berliner Museums für Volkskunde (it. Musei etnologici berlinesi).

## Storia

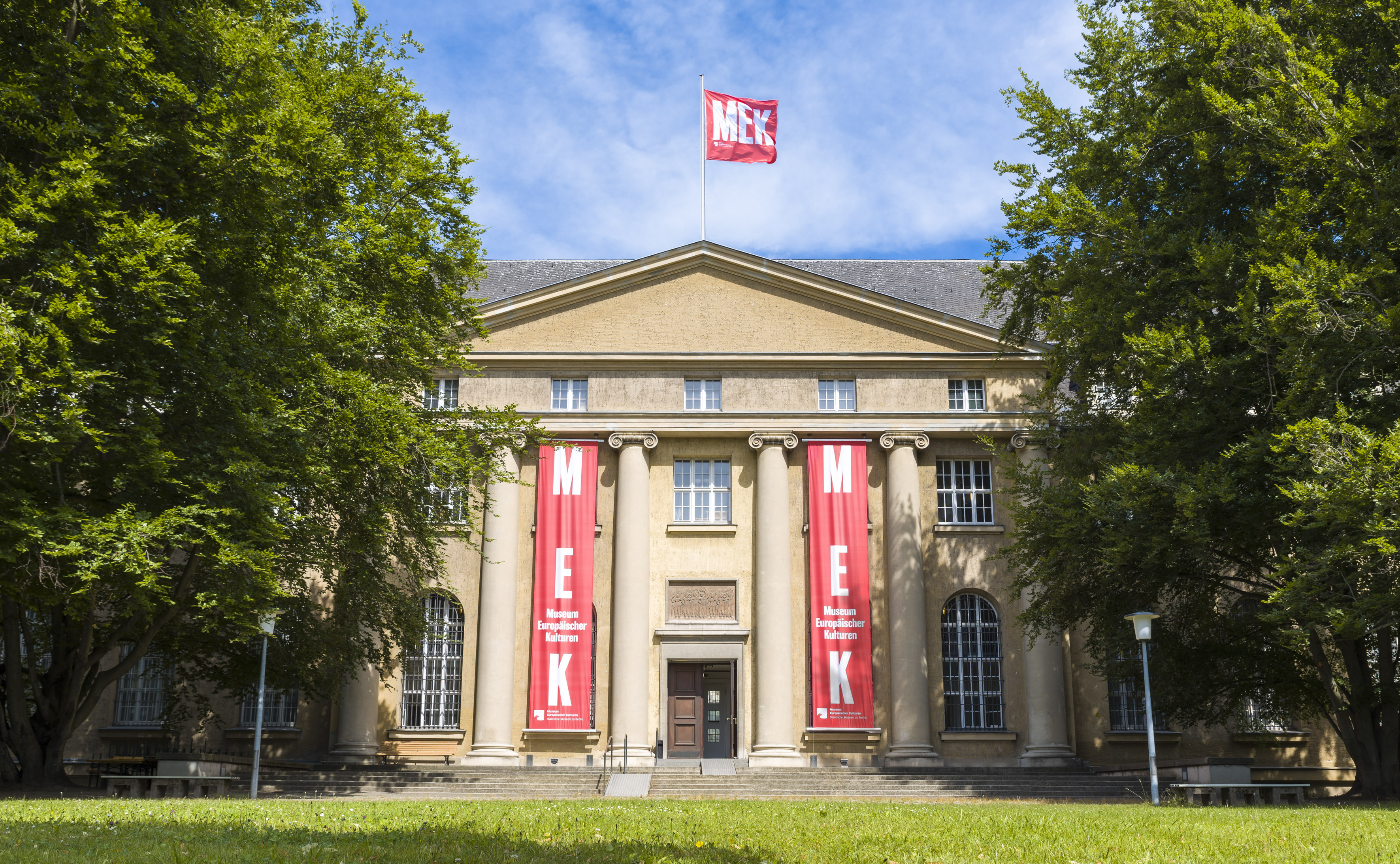
Ingresso al museo

Il museo delle culture europee nasce come prosecuzione di progetti culturali precedenti, sviluppatesi a partire dal XIX secolo sia per iniziativa privata che pubblica. L'inizio della collezione si può far risalire agli albori dell'800 con l'arrivo nella Königlich Preußische Kunstkammer (it. Collezione d'arte reale prussiana) di due tamburi posseduti da sciamani Sami. L'arrivo di successivi oggetti di arte popolare permisero di aprire, nel 1859, la sezione etnologica nel Neues Museum; nel 1873 avvenne l'ufficiale inaugurazione del Museums für Völkerkunde der Königlich Preußischen Museen (it. Museo di arte popolare dei musei reali prussiani).
Nel 1889 venne inaugurato il Museums für deutsche Volkstrachten und Erzeugnisse des Hausgewerbes (it. Museo dei costumi popolari tedeschi e prodotti dell'industria casalinga) su iniziativa della Società berlinese di antropologia e del noto scienziato e politico Rudolf Virchow, mentre nel 1929 la collezione confluì nel Staatliches Museum für deutsche Volkskunde (it. Museo statale di etnologia tedesca), parte dei Musei statali di Berlino. Dal 1934 al 1945 la collezione etnologica divenne autonoma e venne ospitata nel Palazzo Bellevue e fu oggetto di programmi di ricerca svolti dalla Humboldt-Universität.
Dopo la fine della Seconda guerra mondiale, con la conseguente suddivisione della Germania e della città di Berlino in due sfere di influenza, nacquero due musei paralleli:
- a Berlino Est venne fondato nel 1957 il Museum für Volkskunde
- a Berlino Ovest venne fondato nel 1963 il Museum für Deutsche Volkskunde

Nel 1992, a seguito della riunificazione tedesca, entrambe le collezioni vennero riunite sotto l'egida della Fondazione del patrimonio culturale prussiano. Durante gli anni di separazione i due musei avevano preso strade diverse per quanto riguarda le aree del pianeta di raccolta dei materiali, quindi la riunificazione richiese anni di lunghe discussioni. Il Museum Europäischer Kulturen venne fondato nel 1999 con un focus specificatamente europeo. Dal 2011 il museo ha sede nel quartiere di Dahlem nel Bruno-Paul-Bau, un palazzo opera dell'architetto Bruno Paul.

## Collezioni
Nel museo sono presenti circa 280.000 oggetti sulla storia delle culture, costituendo una delle più grandi collazioni etnografiche d'Europa. Sono stati raccolti aspetti materiali e immateriali delle eredità culturali dei popoli della Germania e di altri Paesi europei dell'età contemporanea, con uno speciale focus sui Paesi dell'Europa orientale e meridionale. Unica nel suo genere è la presenza di almeno una testimonianza di ogni minoranza culturale europea. Gli oggetti della collezione sono classificati tramite il materiale di fattura (tessuto, ceramica, vetro, carta, ecc.) e suddivisi in 74 categorie diverse.